# 1393 w polityce

Kaukaz na przełomie XIV i XV wieku

Wydarzenia polityczne w 1393 roku.

## Wydarzenia
- (lub 1395) Jerzy VII wstępuje na tron Gruzji[1].

## Zmarli
- Bagrat V Wielki, król Gruzji[2].